# Щуренко, Роман Иванович
Роман Иванович Щуренко (23 июля 1911, Капуловка — 18 августа 1974, Никополь) — советский военный, участник Великой Отечественной войны, полный кавалер ордена Славы (1946).

## Биография
Родился 23 июля 1911 года в селе Капуловка в крестьянской семье.
В 1932—1934 годах проходил срочную службу в Рабоче-крестьянской Красной армии.
Второй раз призван в конце июня 1941 года. В ноябре того же года попал в окружение. В боях участвовал с апреля 1944 года. Во время Сандомирско-Силезской операции уничтожил 4-х солдат противника, ещё 4-х солдат и одного унтер-офицера взял в плен. 19 января 1945 года награждён Орденом Славы 3-й степени. 19 февраля 1945 года Щуренко со своей группой успешно выполнили задание командования — уничтожили основные силы противника, в это время сам Щуренко был ранен, но продолжал оставаться в строю до окончания боя. 27 апреля 1945 года награждён Орденом Славы 2-й степени. Во время Берлинской наступательной операции одним из первых со своей группы ворвался Вайсвассер и уничтожил основные силы противника. 15 мая 1946 года награждён Орденом Славы 1-й степени.
Ушёл в запас сентябре 1945 года. Работал на Никопольском заводе[каком?].
Умер 18 августа 1974 года в Никополе, где и похоронен.

## Награды
- Орден Славы 1-й степени (№ 2913; 15 мая 1946);
- Орден Славы 2-й степени (№ 17872; 27 апреля 1945);
- Орден Славы 3-й степени (№ 476299; 19 января 1945).